# Wei Nan
Wei Nan (en chino: 魏楠; 4 de enero de 1984) es un deportista hongkonés que compitió en bádminton. En los Juegos Asiáticos de 2014 consiguió una medalla de bronce en la prueba individual.

## Palmarés internacional
| Juegos Asiáticos | Juegos Asiáticos        | Juegos Asiáticos  | Juegos Asiáticos |
| Año              | Lugar                   | Medalla           | Prueba           |
| ---------------- | ----------------------- | ----------------- | ---------------- |
| 2014             | Incheon (Corea del Sur) | Medalla de bronce | Individual       |